# ZIP Skład
ZIP Skład est un groupe polonais de hip-hop, originaire de Varsovie.

## Histoire
La première formation se compose des rappeurs Sokół et Pono, qui travaillaient au sein du projet TPWC depuis moins d'un an, et de Jędker, Felipe, Mieron et Jaźwa du groupe Fundacja nr 1. En conséquence, les activités des projets originaux des membres de ZIP Skład sont suspendues. Peu après, Fu, Koras, Ward et, brièvement, Skuter rejoignent le groupe. Un an plus tard, le groupe participe à l'album produit par DJ 600V, Szejsetkilovol. Puis, le 6 septembre 1999, le premier album de ZIP Skład intitulé Chleb powszedni sort chez R.R.X.
En 2006, le groupe Fundacja nr 1 est également réactivé, dont le premier album intitulé Poste restante sort trois ans plus tard. En 2007, Jędker sort son premier album solo intitulé Czas na prawdę, et le duo TPWC reprend également ses activités. La même année, le premier album du projet intitulé Teraz pieniądz w cenie sort également. En 2010, le seul album de ZIP Skład, dans sa forme musicale originale, est réédité par le label Prosto. La réédition comprend un nouveau morceau du groupe intitulé Po drodze. Un deuxième disque contenant des enregistrements remasterisés est également joint à la publication. L'imprimerie est également rénovée. En 2011, le collectif participe à l'album du rappeur Brahu de Gdańsk intitulé Chaos. La même année, en raison des critiques croissantes à l'égard de Jędker, celui-ci est exclu du groupe.
Le 20 mai 2020, le groupe publie un clip dans le cadre du #Hot16Challenge2, auquel tous les membres participent.

## Discographie

### Albums studio
| Titre           | Détails                                    | Meilleure position | Ventes           |
| Titre           | Détails                                    | POL                | Ventes           |
| --------------- | ------------------------------------------ | ------------------ | ---------------- |
| Chleb powszedni | - Date : 6 septembre 1999 - Label : R.R.X. | 41                 | - POL : 20 000 + |

### Singles notables
| Titre                                 | Année | Meilleure position | Album                         |
| Titre                                 | Année | SLiP               | Album                         |
| ------------------------------------- | ----- | ------------------ | ----------------------------- |
| ZIP Skład, Hemp Gru, Małolat – Prosto | 2005  | 28                 | Prosto Mixtape Deszczu Strugi |

### Autres
| Titre                                                           | Année | Album                                                    | Réf    |
| --------------------------------------------------------------- | ----- | -------------------------------------------------------- | ------ |
| Wzgórze Ya-Pa 3 – Ja mam to co ty                               | 1998  | Popatrz                                                  | [ 8 ]  |
| Hiphopowy raport z osiedla w najlepszym wykonaniu (compilation) | 1998  | ZIP Skład, Vienio, Pele – Koncerty ZIP Skład – Nie warto | [ 9 ]  |
| DJ 600V – Szejsetkilovolt                                       | 1999  | Uszanuj                                                  | [ 10 ] |
| Zipera – O.N.F.R.                                               | 2000  | Pierwszy stopień zagrożenia (Scenariusz)                 | [ 11 ] |
| WWO – Masz i pomyśl                                             | 2000  | Uszanuj 2                                                | [ 12 ] |
| Pokaż walory (compilation)                                      | 2000  | ZIP Skład – Zawodowstwo                                  | [ 13 ] |
| WWO – We własnej osobie                                         | 2002  | Wierzę, że...                                            | [ 14 ] |
| Popcorn – hip hop mania 2 (compilation)                         | 2003  | ZIP Skład – Ziping (na tym sztuka polega)                | [ 15 ] |
| DJ 600V – 600 °C                                                | 2003  | Każdy z nas (V6 Remix)                                   | [ 16 ] |
| To jest hip-hop Vol.1 (compilation)                             | 2004  | ZIP Skład – NNWNW ZIP Skład – Śródmieście południowe     | [ 17 ] |